# 버즈콕스
버즈콕스(Buzzcocks)는 1976년 잉글랜드 볼턴에서 피트 셸리와 하워드 데보토가 결성한 영국의 펑크 록 밴드이다. 그들은 맨체스터 음악계, 독립 음반사 운동, 펑크 록, 파워 팝, 그리고 팝 펑크에 중요한 영향을 끼쳤다. 그들은 팝 장인정신과 속사포 펑크 에너지를 융합한 싱글로 상업적 성공을 거두었다. 이 싱글들은 《Singles Going Steady》에서 수집되었으며, 비평가 네드 래겟이 "펑크 걸작"이라고 묘사했다.

## 음반 목록
스튜디오 음반
- Another Music in a Different Kitchen (1978)
- Love Bites (1978)
- A Different Kind of Tension (1979)
- Trade Test Transmissions (1993)
- All Set (1996)
- Modern (1999)
- Buzzcocks (2003)
- Flat-Pack Philosophy (2006)
- The Way (2014)